# Décès en 1217
Décès
- 1213
- 1214
- 1215
- 1216
- 1217
- 1218
- 1219
- 1220
- 1221

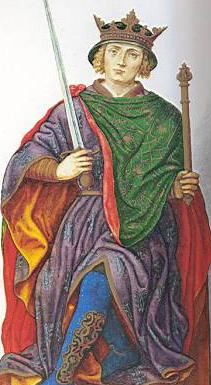
Henri Ier de Castille, mort en 1217.

Cette page dresse une liste de personnalités mortes au cours de l'année 1217 :
- après le 18 janvier : Giovanni, cardinal-diacre de Ss. Cosma e Damiano
Cardinal-prêtre de Ss. Giovanni e Paolo.
- 30 mars : Fujiwara no Kanefusa, noble japonais.
- après le 20 avril : Barisone III d'Arborée, ou Barisone Torchitorio IV, juge d'Arborée et juge de Cagliari.
- 23 avril : Inge II de Norvège, roi de Norvège.
- 25 avril : Hermann Ier de Thuringe, landgrave de Thuringe.
- 20 mai : Thomas du Perche, comte du Perche.
- 6 juin : Henri Ier de Castille, roi de Castille.
- juillet : Philippe Ier de Norvège, 3e roi des Baglers puis co-roi de Norvège.
- 24 août : Eustache le moine, ou Eustache Busket ou Le Moine Noir, pirate célèbre.
- 29 août : Hugues Ier, Évêque de Gap et archevêque d’Arles.
- 8 septembre : Robert Ier d'Alençon, comte d'Alençon.
- 29 novembre ou 1er décembre[1] : Ibn Djubayr, voyageur valencien musulman (né en 1144). Il a effectué un voyage en Orient entre 1182 et 1185 et a consigné ses observations.
- 29 décembre : Gyōi, poète et moine bouddhiste japonais de l'école du tendaishū.

- Guillaume Ademar, troubadour de Gévaudan.
- Renaud de Bar, évêque de Chartres.
- Nicétas Choniatès, administrateur et historien byzantin.
- Guillaume Ier de Sancerre, comte de Sancerre, seigneur de Saint-Brisson et de La Ferté-Loupière.
- Henri Ier de Castille, roi de Castille.
- Ibn Jubair, fonctionnaire de cour,  intellectuel et écrivain d'Al-Andalous.
- Isabelle de Gloucester, comtesse de Gloucester.
- Plaisance du Gibelet[2], princesse d'Antioche et comtesse de Tripoli.
- Jean de Montmirail, baron de Montmirail, seigneur de La Ferté-Gaucher et de Bellot, d'Oisy, de Crèvecœur, de Bellonne, de la Ferté-sous-Jouarre, de Tresmes, de Gandelu, de Condé-en-Brie, de la Chapelle-en-Brie, vicomte de Meaux et châtelain de Cambrai.
- Jean III de Vendôme, comte de Vendôme.
- Lembitu,  chef de guerre estonien (vanem) de la province de Sakala.
- Matthieu de Lorraine, évêque de Toul de 1198 à 1206. Il était fils de Ferry Ier, seigneur de Bitche, puis duc de Lorraine.
- Alexandre Neckam, poète, écrivain, chanoine régulier, enseignant, théologien et chanoine régulier.
- Philippe de Dreux, évêque-comte de Beauvais, élevé à la dignité de pair de France.
- Pietro Campano, Cardinal-prêtre de S. Lorenzo in Damaso.
- Reinald de Chantilly, évêque de Toul.
- Richard de Clare, 3e comte de Hertford.

personnages de fiction
- Juan Martinez de Marcilla et Isabel de Segura, les Amants de Teruel[3].

## Crédit d'auteurs
- Cet article est partiellement ou en totalité issu de l'article intitulé « 1217 » (voir la liste des auteurs).